# Útnesvegur
Der Útnesvegur  ist eine Nebenstraße und im letzten Abschnitt eine Hauptstraße im Westen von Island.
Sie verläuft ganz im Westen der Halbinsel  Snæfellsnes.
Bevor sich der Snæfellsnesvegur  nach Norden wendet und über die Fróðárheiði verläuft, zweigt der Útnesvegur nach Süden ab, von dem später weiter nach Süden der Búðarvegur in den Weiler Búðir abzweigt.
Von Norden mündet die Jökulhálsleið  ein.
Diese Hochlandstraße verläuft östlich vom Snæfellsjökull.
Wie Arnarstapi liegen auch Hellnar, Malarrif und Dritvík an der Südküste von Snæfellsnes und sind meist über Stichstraßen zu erreichen.
Beim Lavafeld Neshraun zweigt die Eysteinsdalsleið  nach Osten ab.
Sie verläuft nördlich des Snæfellsjökulls und mündet in die Jökulhálsleið .
Den Flugplatz Hellisandur gab es bis Juli 1976 jetzt schneidet der Útnesvegur eine der Landebahnen.
Der Sendemast des Langwellensenders Gufuskálar ist mit 412 Metern Höhe das höchste Bauwerk Westeuropas und das höchste Bauwerk Islands.
Ab dem Dorf Hellissandur ist diese Straße als Hauptstraße für die restlichen 15 km eingestuft.
Auch Rif ist mit 137 Einwohnern nur ein Dorf, hat in der Umgebung die beste Lage für einen Flugplatz.
In Ólafsvík heißt der Útnesvegur zunächst Ennisbraut, nach dem 421 m hohen Berg Enni.
Ab dem Hafen wird die Straße zur Ólafsbraut.
Hinter dem Ort beginnt die Jökulhálsleið , die nach Süden abzweigt.
Wenige Kilometer östlich endet der Útnesvegur und wird zum Snæfellsnesvegur , der vom Süden einmündet.